# Oreocarya schoolcraftii
Oreocarya schoolcraftii är en strävbladig växtart som först beskrevs av Arnold Tiehm, och fick sitt nu gällande namn av R.B.Kelley. Oreocarya schoolcraftii ingår i släktet Oreocarya och familjen strävbladiga växter. Inga underarter finns listade i Catalogue of Life.